# Vladimir Komarov
Vladimir Komarov (n. 16 martie 1927, Moscova, RSFS Rusă, URSS – d. 24 aprilie 1967, Regiunea Orenburg, RSFS Rusă, URSS) a fost un cosmonaut sovietic.

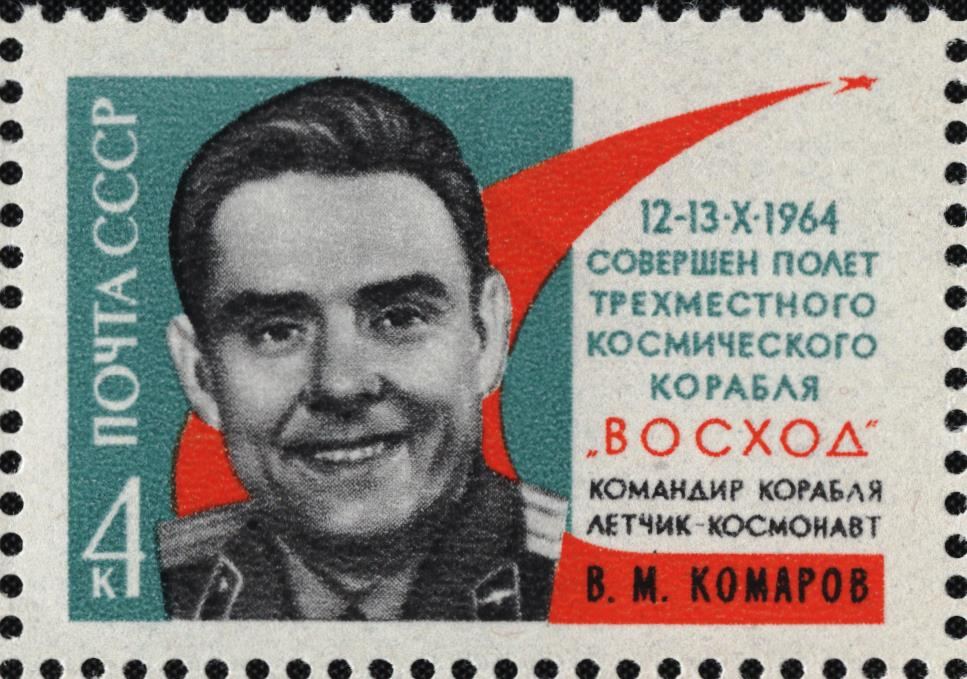
Imaginea cosmonautului Vladimir Komarov pe un timbru sovietic

A fost primul om care a zburat în spațiul cosmic mai mult de o dată, precum și primul om ce a murit în timpul unei misiuni spațiale (Soiuz 1). Pe lângă asta, el a fost, împreună cu Konstantin Feoktisov și Boris Yegorov, un membru al misiunii Voshod 1 (octombrie 1964), care a fost prima misiune spațială cu mai mulți oameni la bord.

## Legături externe
- Analysis of Voskhod Mission and in flight voice recordings of Komarov compiled by Sven Grahn
- Analysis of Soyuz 1 Mission and in flight voice recordings of Komarov compiled by Sven Grahn
- ARK Vladimir M. Komarov
- Komarov – detailed biography at Encyclopedia Astronautica
- BBC "On this day" 1967: Russian cosmonaut dies in space crash
- Zarya – site dedicated to early Soviet Missions, including Voskhod Arhivat în 24 februarie 2016, la Wayback Machine.
- The official website of the city administration Baikonur – Honorary citizens of Baikonur
- "Death of a Cosmonaut", BBC Radio 4 drama. 19.04.2017